# Кленка
Кленка — река в России, протекает по Батецкому району Новгородской области. Левый приток верхнего течения Луги.
Длина реки составляет 12 км.
Кленка начинается около урочища Хотня. Течёт в основном на юго-запад. Устье реки находится в 303 км по левому берегу реки Луги между населёнными пунктами Воронино и Саблё.

## Данные водного реестра
По данным государственного водного реестра России относится к Балтийскому бассейновому округу, водохозяйственный участок реки — Луга. Относится к речному бассейну реки Нарва (российская часть бассейна).
Код объекта в государственном водном реестре — 01030000512102000025620.